# Dub letní v Hrušové
Dub v Hrušové je památný strom v obci Hrušová, nacházející se asi 5,5 km jjv. od města Vysoké Mýto v okrese Ústí nad Orlicí. Dub letní (Quercus robur) roste u křižovatky na jižním konci vesnice, přes ulici naproti obecnímu úřadu (zhruba 25 metrů východně od Obecního domu).
Terén v lokalitě i okolí je prakticky rovinatý, neznatelně ukloněný k severovýchodu; nadmořská výška paty stromu je 289 metrů.
Dub požívá ochrany od roku 1996 z důvodu „značného stáří a mohutnosti“. Výška stromu dosahuje 22 metry, měřený obvod kmene činí 345 centimetrů.
Necelých 60 metrů od stromu probíhá rušná silnice I/35, přímo kolem stromu z ní pak odbočuje místní silnice, spojující Hrušovou a Tisovou. Právě v této ulici se jen ¼ km severněji nalézá druhý z chráněých stromů v obci – viz níže.

## Fotogalerie

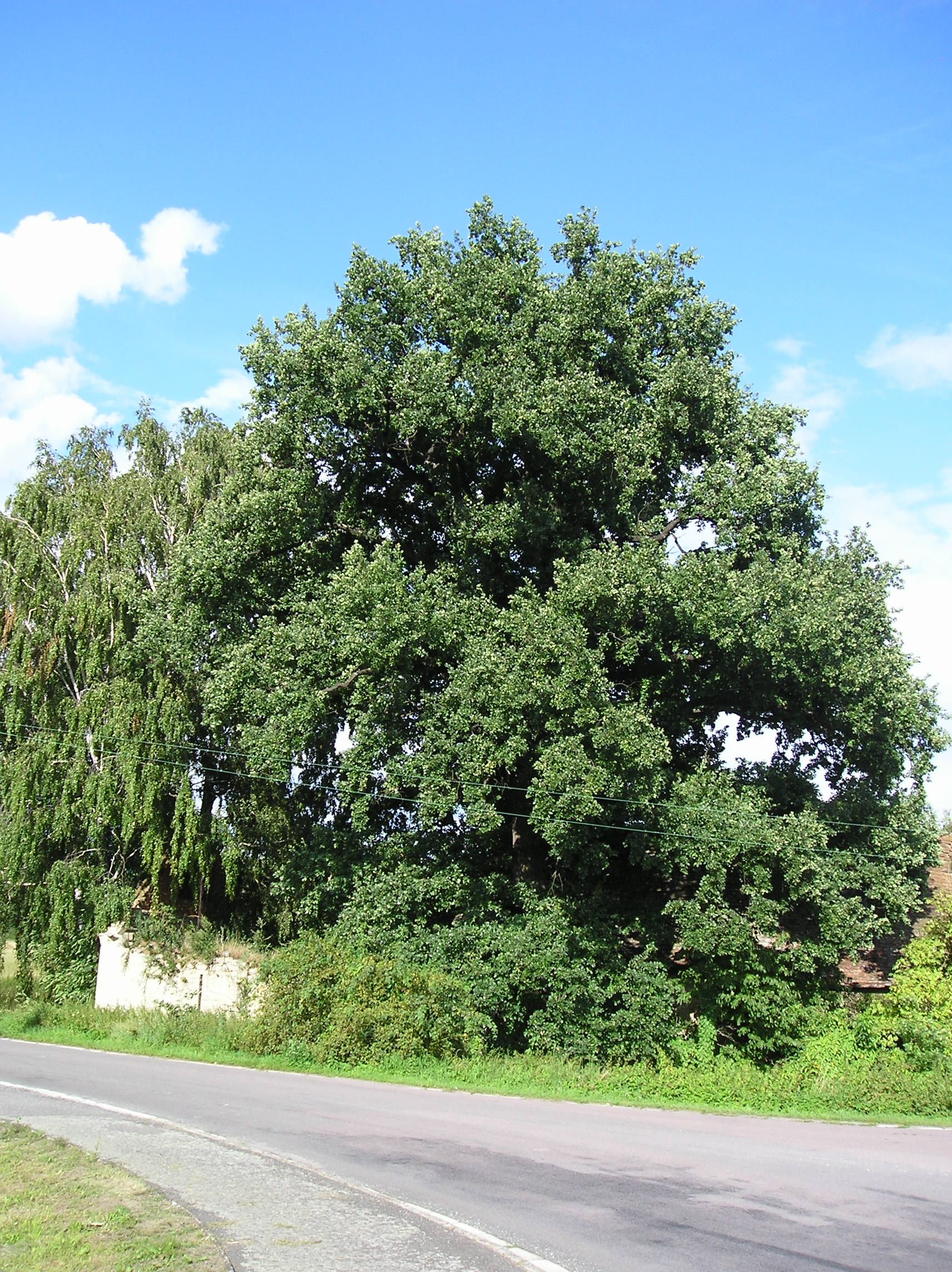

## Památné a významné stromy vokolí
- Babyka ve Džbánové (3,0 km z. 49°55′15″ s. š., 16°9′41″ v. d.)
- Dub letní Na Vinicích (5,5 km s. 49°57′31″ s. š., 16°11′19″ v. d.)
- Dub v parku Otmara Vaňorného (5,4 km sz. 49°57′6″ s. š., 16°9′31″ v. d.)
- Jilm v Újezdci (3,4 km j. 49°52′51″ s. š., 16°12′33″ v. d.)
- Lípa srdčitá v Hrušové (0,26 km s. 49°54′45″ s. š., 16°11′58″ v. d.)